# Alexandru Manoliu
Alexandru Manoliu (n. 10 aprilie 1908, Moldova Occidentală, România – d. 12 septembrie 1942, Stalingrad, RSFS Rusă, URSS) a fost un pilot român de aviație, as al Aviației Române și comandant de escadrilă în cel de-al Doilea Război Mondial. A comandat Escadrila 57 Vânătoare.
Căpitanul av. Alexandru Manoliu a fost decorat cu Ordinul Virtutea Aeronautică de război cu spade, clasa Crucea de Aur cu 1 baretă (11 octombrie 1941) „pentru eroismul cu care a luptat și condus escadrila sa în toate misiunile încredințate. A distrus la sol cel puțin 10 avioane inamice, dând exemple de vitejie pentru subalternii săi” și clasa Crucea de Aur cu 2 barete și clasa Cavaler (20 februarie 1942) „pentru vitejia și eroismul dovedit în atacul la sol dela Toloveni, când a distrus patru avioane inamice. În lupta aeriană dela Vigoda a doborît un avion inamic. Pentru curajul arătat în cele 47 misiuni de front”.

## Decorații
- Ordinul „Virtutea Aeronautică” de Război cu spade, clasa Crucea de Aur cu 1 baretă (11 octombrie 1941)[3]
- Ordinul „Virtutea Aeronautică” de Război cu spade, clasa Crucea de Aur cu 2 barete (20 februarie 1942)[4]
- Ordinul „Virtutea Aeronautică” de Război cu spade, clasa Cavaler (20 februarie 1942)[4]